# St. Petri (Rüdigershagen)

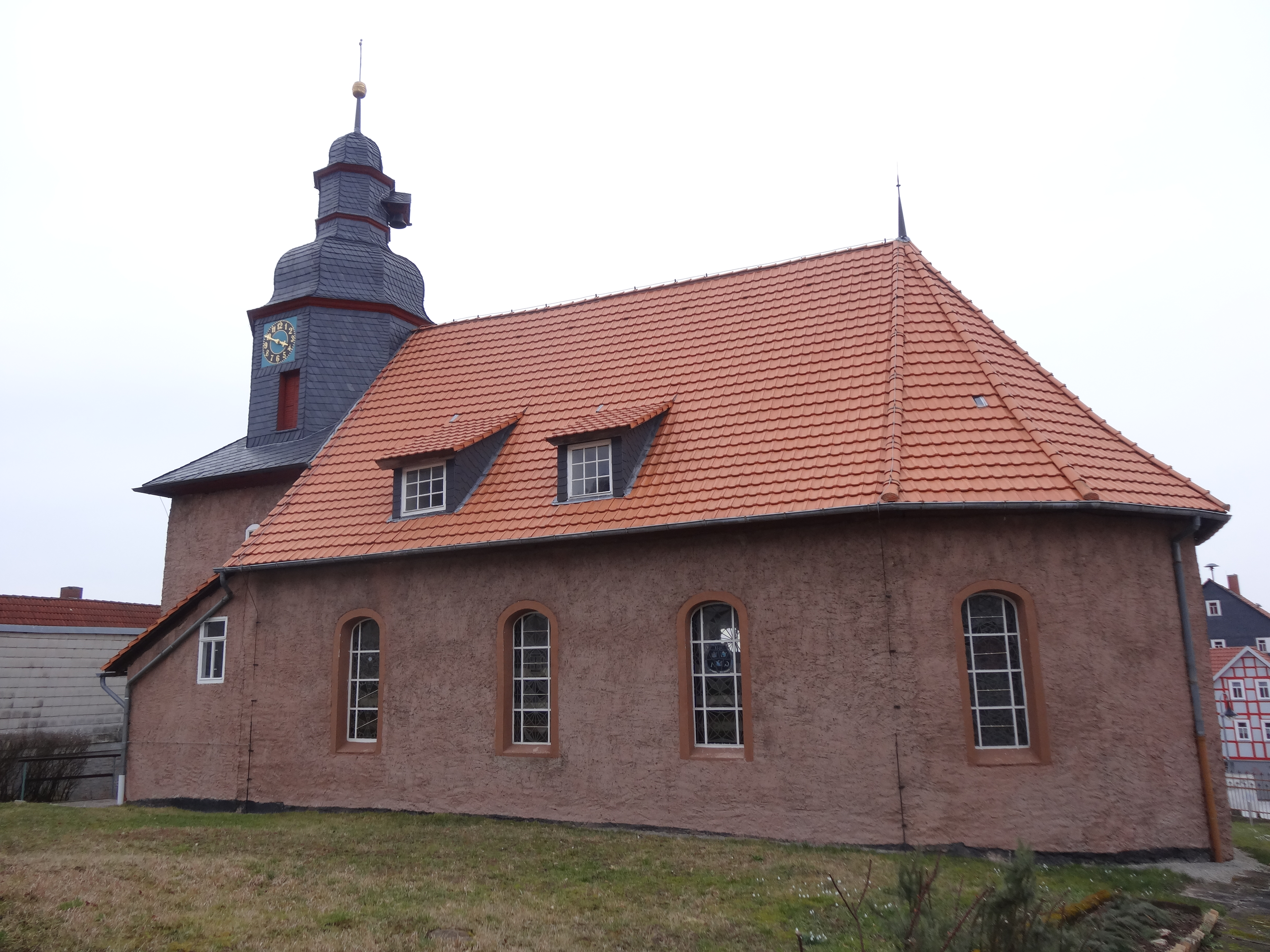
St. Petri

Die evangelisch-lutherische, denkmalgeschützte Kirche St. Petri steht in Rüdigershagen, einem Ortsteil von Niederorschel  im Landkreis Eichsfeld in Thüringen. Die Kirchengemeinde Rüdigershagen gehört zum Pfarrbereich Rüdigershagen im Kirchenkreis Mühlhausen der Evangelischen Kirche in Mitteldeutschland.

## Beschreibung
Die Saalkirche besteht in ihren Hauptteilen seit 1686, wie am Portal im Norden zu lesen ist. Sie hat einen fünfseitigen Abschluss im Osten und den Kirchturm im Westen. Sie wurde im 18. Jahrhundert verändert. Der Turm erhielt 1792, wie an der  Wetterfahne angegeben, einen achtseitigen, schiefergedeckten Turmaufsatz, der mit einer bauchigen Haube bedeckt ist, die sich in einer Laterne mit Turmkugel fortsetzt. Das Kirchenschiff ist mit einem Satteldach bedeckt, der Abschluss im Osten mit einem fünfzehntel Zeltdach. 
Das Kirchenschiff ist im Innern mit einem hölzernen Tonnengewölbe überspannt, der Chor mit einer Flachdecke. Die dreiseitige, doppelstöckigen Emporen wurden 1726 eingebaut. Deren obere Brüstung besteht aus gedrechselten Balustern, die untere aus 17 bemalten Feldern, von denen zwölf Szenen aus dem Leben von Jesus Christus zeigen und zwei weitere die Wappen derer von Hagen. Die Kanzel aus dem 17. Jahrhundert war ursprünglich Teil eines Kanzelaltars, der bei einer Renovierung entfernt wurde. 
Die hölzernen Statuen der Apostel, die sich heute am Kanzelkörper und an der Polygonwand befanden sich ursprünglich an der Emporenbrüstung. Das Taufbecken stammt von 1762, ein Kronleuchter von 1896. Die Orgel mit 11 Registern, verteilt auf 2 Manuale und Pedal, wurde um 1900 vom Mitteldeutschen Orgelbau A. Voigt gebaut.